# Irische Basketballnationalmannschaft
Die irische Basketballnationalmannschaft repräsentiert Gesamtirland bei Basketball-Länderspielen der Herren, etwa bei internationalen Turnieren und bei Freundschaftsspielen. Die Mannschaft besteht aus Spieler aus der Republik Irland und Nordirland.
Das Team konnte sich bisher nicht für Welt- oder Europameisterschaften qualifizieren. Es nahm jedoch einmal an Olympischen Spielen teil.

## Geschichte

### Olympisches Basketballturnier 1948
Die Nationalmannschaft Irlands trat im Jahre 1947 der FIBA bei. Eine Teilnahme an den Olympischen Spielen 1948 in London gelang den Iren, da viele andere Nationen aufgrund der Nachwirkungen des drei Jahre zuvor beendeten Zweiten Weltkrieges keine Mannschaft nach Großbritannien schickten. Die Iren waren in ihrer Gruppe chancenlos, verloren alle vier Spiele deutlich und schlossen die Gruppe mit einem Korbverhältnis von 70:281 ab. Daraufhin spielte Irland eine Ausscheidungsrunde um die Plätze 17 bis 23, welche gegen Gastgeber Großbritannien verloren ging. Daraufhin spielte man um den 22. Platz gegen die Schweiz. Auch dieses Spiel ging deutlich mit 12:55 verloren, weshalb man das Turnier als 23. und Letztplatzierter beendete. Dies war die bisher einzige Teilnahme Irlands an einem internationalen Basketballturnier.

### Bekannte Spieler
Zu den bekanntesten irischen Basketballspielern gehört Pat Burke, der u. a. bei Real Madrid und in der NBA bei Orlando Magic und den Phoenix Suns aktiv war.

## Abschneiden bei internationalen Wettbewerben
| - noch nie qualifiziert |  | - 1948: 23. Platz |

### Europameisterschaften
- noch nie qualifiziert